# Andrena bernardina
Andrena bernardina är en biart som beskrevs av Linsley 1938. Andrena bernardina ingår i släktet sandbin, och familjen grävbin. Inga underarter finns listade i Catalogue of Life.